# José Luis Mendes Xavier
José Luis Mendes Xavier est un homme politique santoméen, membre du Parti de convergence démocratique - Groupe de réflexion. Il est ministre de l'Agriculture, de la Pêche et du Développement rural sous Rafael Branco.